# Beusingsen
Beusingsen (Baisingesen) – dzielnica (Ortsteil) gminy Bad Sassendorf w powiecie Soest, w kraju związkowym Nadrenia Północna-Westfalia, w rejencji Arnsberg.

## Geografia
Bettinghausen jest dzielnicą (Ortsteil) Bad Sassendorfu w powiacie Soest. Beusingsen położone jest około 5,5 km od Soest.

## Demografia
Według spisu ludności z 2015 roku, w Beusingsen mieszkało 142 mieszkańców.

## Historia
Od 1 lipca 1969 roku Beusingsen należy go gminy Bad Sassendorf.

### Reorganizacja gmin
Do reorganizacji gmin w 1975 roku Beusingsen było niezależną gminą w powiacie Lohne.

## Polityka
Burmistrzem dzielnicy (niem. Ortsvorsteher) jest Ulrich Windhüfel.